# 노먼 영

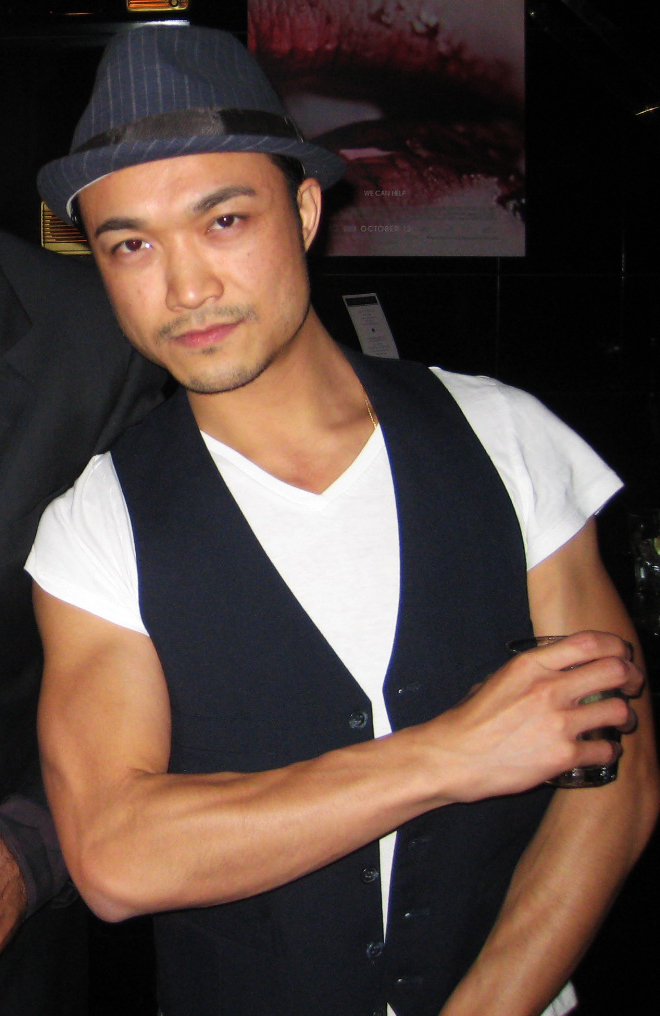

노먼 영(Norman Yeung)은 캐나다의 영화 감독, 화가, 배우, 예술가, 텔레비전 배우이다.
광저우시에서 태어났다.

## 영화
- 레지던트 이블 5 : 최후의 심판 3D (2012년) - 김용 역
- 레지던트 이블 4: 끝나지 않은 전쟁 3D (2010년) - 킴 영 역